# 형태형성

갭 유전자 발현

형태형성(形態形成, 영어: morphogenesis) 또는 형태발생(形態發生)은 (그리스어 morphê (형태)와 genesis (창조; 생성)에서 유래, "형태의 생성"을 의미)은 세포나 조직, 유기체가 형태를 발달시키는 생물학적 과정을 가리킨다. 이는 조직 성장의 제어와 세포 분화의 패턴화와 함께 발생생물학의 세 가지 기본 측면 중 하나에 해당한다.
형태 발생은 역학적 응력(stress), 변형(strain), 세포의 움직임을 생성하는 힘을 포함하는 역학적 과정이다. 이 과정은 조직 내 세포의 공간 패턴에 따라 유전 프로그램에 의해 유도될 수 있다.

## 같이 보지마
- 발생생물학